# 森氣樓
森氣樓（日语：／ Shinkirō，1962年12月14日—），日本插畫家。出身於岡山縣。以前用同樣筆名創作插畫。
曾為SNK和卡普空多部動作類和對戰格鬥類的插圖繪製廣為人知。1990年代是SNK所屬。2000年以後轉屬卡普空。

## 來歷
早年從美術設計專門學校畢業之後，在一般插畫公司從事接建築業和家電產品的插圖之設計。離職後至1990年4月進入SNK以前有一段時間以自由插畫家和漫畫家活動。
2000年在卡普空設計室室長SHOEI的邀請下移籍。除了參加遊戲方面的插圖設計工作之外，也有為一些美國漫畫繪製封面插圖。

## 畫風和特徵
擅長在CG、寫實作品中融入寫實、濃重的色彩表現出人物鮮明的個性給人印象深刻是他的特色。
於SNK任職初期，擅長將插圖融入美式漫畫常見的粗曠線條和陰影效果。移籍進入卡普空之後，其創作風格也有不少變化，更加強調主線和細節。
其中，在負責《CAPCOM VS. SNK MILLIONAIRE FIGHTING 2000》遊戲裡面的卡普空角色時，SNK方角色由卡普空的另外一位插畫家BENGUS模仿他的風格進行繪製。
即使現在是CG製作的全盛時期，2015年的《魔物獵人X》和2016年《生化危機0 HD高畫質版》等遊戲中諸如怪物體毛和背景草原等物件仍由他以手繪完成，因此被卡普空的社員稱為“森氣樓渲染 (Render)（森気楼レンダー）”。

## 作品列表

### 漫畫家時期
- 講談社 《Golden Sports Times》

### SNK時期
- Riding Hero
- 戰國傳承（日语：戦国伝承）
- ASO戰機II（於SNK首次擔任）
- 怪獸之王
- The Super Spy
- Ghost Pilots
- Burning Fight（日语：バーニングファイト）
- 2020年未來棒球（日语：2020年スーパーベースボール）
- 8 Man（日语：エイトマン）
- Robo Army
- Football Frenzy
- Soccer Brawl（日语：サッカーブロール）
- Mutation Nation
- Last Resort（日语：ラストリゾート）
- Baseball Stars 2（日语：ベースボールスターズ2）
- 怪獸之王2（日语：キング・オブ・ザ・モンスターズ2）
- Fire Suplex（日语：ファイヤースープレックス）
- 餓狼傳說系列
- 龍虎之拳系列
- 格鬥天王系列（'94到2000）
- 越南大戰系列
  - 越南大戰3
  - 越南大戰X
- 侍魂系列
  - 侍魂〈1993年對戰格鬥〉
  - 真侍魂 霸王丸地獄變
  - 侍魂64（與北千里共同）
- 幕末浪漫 月華劍士
- CAPCOM VS. SNK MILLIONAIRE FIGHTING 2000（日语：カプコン バーサス エス・エヌ・ケイ ミレニアムファイト 2000）

### 卡普空時期
- CAPCOM VS. SNK 2 MILLIONAIRE FIGHTING 2001（日语：CAPCOM VS. SNK 2 MILLIONAIRE FIGHTING 2001）
- 生存遊戲 -GUN SURVIVOR-（日语：ガンサバイバーシリーズ）系列
  - 生存遊戲3 恐龍危機 -GUN SURVIVOR 3 DINO CRISIS-
  - 生存遊戲4 惡靈古堡英雄不死 -GUN SURVIVOR 4 BIOHAZARD HEROS NEVER DIE-
- 玻璃薔薇
- 新宿之狼（日语：新宿の狼）（卡普空版後來開發中止）
- CAPCOM FIGHTING Jam（日语：CAPCOM FIGHTING Jam）
- 魔界村系列
  - 超魔界村R〈GBA版〉
  - 極魔界村〈GBA版〉
- 街頭快打ONE〈GBA版〉
- Psi-Ops：The Mindgate Conspiracy（日语：サイオプス サイキック・オペレーション）（日本版的封面插圖）
- 惡靈古堡系列
  - 惡靈古堡 Deadly Silence
  - 惡靈古堡 保護傘歷代記
- 生化突擊隊重製版（日语：トップシークレット (ゲーム)）
- 龍之子VS. CAPCOM 英雄交鋒世代（日语：タツノコ VS. CAPCOM CROSS GENERATION OF HEROES）
- Udon Entertainment 『Street Fighter』、『Darkstalkers: The Rise Of The Dark Ones』
- MARVEL COMICS 『SPIDER-MAN UNLIMITED』
- 卡普空著音畫報等多數插圖

## 腳註

## 外部連結
- 西村絹／森氣樓 （页面存档备份，存于） （日語）—「SNK vs. CAPCOM」的官方網站（2000年3月23日的檔案館）
- Shinkiro interview with urban muse （页面存档备份，存于） （英文）—2011年2月16日的檔案館
- CAPCOM Vs SNK Art by Shinkiro （页面存档备份，存于） （英文）